# Rick Dangerous
Rick Dangerous es una serie de videojuegos de plataformas creada en la década de los 80 por Core Design (empresa que más tarde crearía Tomb Raider).

## Rick Dangerous
Rick Dangerous es un videojuego de plataformas desarrollado por Core Design para el Amiga, Atari ST, Amstrad CPC, ZX Spectrum, Commodore 64 y PC basados en DOS. Fue lanzado en 1989 y publicado por Rainbird Software en Europa y el resto del mundo, y con la etiqueta MicroPlay (parte de MicroProse) en Estados Unidos. Más tarde fue liberado con otros dos juegos, Stunt Car Racer y Microprose Soccer de Commodore 64.

### Argumento
El juego se basa principalmente en la película de Indiana Jones Raiders of the Lost Ark. Ambientada en 1945, el agente británico Rick Dangerous viaja a la selva amazónica en busca de la tribu perdida Goolu. Su avión se estrella en la selva, y Rick debe escapar de los enfurecidos Goolu. Cuando el juego comienza Rick se encuentra en una cueva y le persigue la famosa piedra rodante de la película Indiana Jones. Armado con una pistola y dinamita, Rick tiene que luchar y evadir las numerosas trampas hostiles en tres niveles más. En el segundo nivel, Rick está dentro de una pirámide en Egipto. En el nivel tres, Rick debe aventurarse a la fortaleza nazi del castillo de Schwarzendumpf para rescatar a soldados aliados que están capturados. Los soldados rescatados le dicen que los nazis están planeando un ataque con misiles contra Londres. Por lo tanto, en el último nivel Rick debe infiltrarse en secreto en su base de misiles.

### Modo de juego
Rick puede saltar y trepar, y llevar un número limitado de bombas y municiones para el arma. El arma se utiliza sobre todo para disparar a los enemigos, aunque la mayoría de las trampas que pueden matar a Rick también pueden matar a sus enemigos si se usan correctamente. Las bombas se utilizan generalmente para la resolución de puzles, como destruir ciertos bloques. Rick está también armado con un palo que le permite paralizar a los enemigos unas fracciones de segundo. Habitualmente, muchas de las trampas en Rick Dangerous no se advertían en pantalla, lo que significa que el progreso del juego se llevaba a cabo mediante una prueba de ensayo y error. Esto fue cuestionado por algunos críticos.

### Final
Rick regresa a Londres después de completar la última misión, y nos enteramos de que la ciudad está siendo atacada por extraterrestres.

## Rick Dangerous 2
Rick Dangerous 2 es un juego de plataformas desarrollado por Core Design para Amiga, Atari ST, Amstrad CPC, ZX Spectrum, Commodore 64 y PC basados en DOS. Fue lanzado en 1990 y publicada por Micro Style.

### Argumento
Al final de Rick Dangerous 1, nos enteramos de que hay una invasión extraterrestre. Rick Dangerous 2 se inicia con los OVNI en Londres. El cambio de imagen en el personaje de Rick Dangerous es evidente desde el principio: se puede apreciar en su pelaje y en el sombrero de Indiana Jones, que ya no se muestra. Un OVNI está en Hyde Park, y Rick va a ir a ajustar cuentas.

### Modo de juego
Hay una serie de cambios en el juego que hacen que el Rick Dangerous 2 sea más complejo y más difícil que su predecesor. Para empezar, Rick está ahora armado con una pistola láser y bombas que no solo se pueden colocar, se pueden deslizar, dejando paso a la colocación estratégica de las mismas. El saltador se sustituye por un ataque de golpe. Rick también puede emplear un vehículo especial que vuela en algunas partes del juego, que permite un movimiento rápido, pero esto también puede convertirse en un factor de peligro. Asimismo, si bien hay una historia lineal para el juego, los cuatro primeros niveles pueden ser jugados en cualquier orden. Completando estos cuatro niveles (Hyde Park, las cavernas de hielo en el planeta Freezia, el bosque profundo de Vegetablia y las «minas atómicas de barro») se abre el quinto y último nivel, la fortaleza de Fat Guy, que termina en una lucha contra el jefe final. Este nivel se puede reproducir tantas veces como se desee, hasta que el jugador abandona el juego, pero el final del juego solo se ve si el jugador completa los cinco niveles en orden.

### Final
El fin de Rick Dangerous 2 no termina con la historia. El juego termina con una especie de suspense, en donde el Fat Guy logra escapar en el último momento a través de un dispositivo de teletransporte, Rick lo sigue y aparece la frase a pie de página «¿Qué deberá hacer Rick ahora?». Aunque esto puede haber insinuado otra secuela de la historia, Rick Dangerous 3 nunca se hizo. Muchas de las ideas debían ser reutilizadas en un juego de NES llamado Danger Dan, que también fue inacabado. Ambos juegos fueron relanzados bajo la empresa Kixx.

## Crítica
Ambos juegos fueron recibidos en la mayoría de revistas de alta reputación, por ejemplo, Amstrad Acción dio a Rick Dangerous 2 una clasificación de 97%. Sin embargo, Zzap! 64 solo dio Rick Dangerous 1 y 2 un 73% y un 75% de calificación general, respectivamente, señalando que el primer juego fue «un jugable y divertido juego de plataformas, pero no mucho más que eso». En la revista Amiga Power fueron muy críticos con ambos juegos.